# Euphyia fulvocinctata
Euphyia fulvocinctata är en fjärilsart som beskrevs av Jules Pièrre Rambur 1866. Euphyia fulvocinctata ingår i släktet Euphyia och familjen mätare. Inga underarter finns listade i Catalogue of Life.